# NGC 1218
NGC 1218 este o seyfert 1 galaxy⁠(d) situată în constelația Balena. A fost descoperită în 6 septembrie 1886 de către Lewis A. Swift. Se află la o distanță de 116,08 megaparseci de Pământ.